# Amtmann Prosper
Amtmann Prosper (Sellye, 1809. július 25. – Pécs, 1854. január 9.) európai hírű fuvolaművész és zeneszerző.

## Életpályája
Amtmann Prosper János Pál németnek született, de magát magyarnak vallotta. A pécsi Ciszterci Rend Nagy Lajos Gimnáziumában végzett 1825-ben. 1829–35 között a bécsi Operaház első fuvolása volt. 1835-ben Erkel Ferenc kísérte koncertjét Pesten. 1835–1839-ben hangversenykörúton járt, Európa-szerte koncertezett. Jó barátságban volt Theobald Böhmmel, akitől egy új mechanikájú „Böhm-fuvolát” kapott. 1840-ben hazatért, majd Marburgban élt, ahol zeneigazgató lett. 1842-45 között Grazban élt, majd Pécsett telepedett le. Utolsó koncertjét 1853. április 11-én adta.

## Művei
- Air varié (Böhmnek ajánlotta)
- Rákóczi-induló (Lisztnek ajánlotta)
- Cantate Domino (egyházi darab)
- Magyar szimfónia (1837)[1]

## További irodalom
- Brockhaus-Riemann zenei lexikon. Szerk. Dahlhaus, Carl és Eggenbrecht, Hans Heinrich. A magyar kiadás szerk. Boronkay Antal. Bp., Zeneműkiadó, 1983-1985. 3 db.
- Sziklay János: Dunántúli kulturmunkások. A Dunántúl művelődéstörténete életrajzokban. Bp., Dunántúli Közművelődési Egyesület, 1941. 556 [3] o.
- Magyar életrajzi lexikon I-II. Főszerk. Kenyeres Ágnes. Bp., Akadémiai Kiadó, 1967-1969. ill.
- Malý Slovenský Biografický Slovník. Hlavný redaktor Vladimír Mináč. Martin, Matica slovenská, 1982. 743 [2] o.
- Pécs lexikon. Főszerk. Romváry Ferenc. Pécs, Pécs Lexikon Kulturális Nonprofit Kft., 2010. 2 db, 545, 473 o., ill., DVD-melléklet
- Új magyar életrajzi lexikon. Főszerk. Markó László. Bp., Magyar Könyvklub. I. köt. A-Cs. 2001; II. köt. D-Gy. 2002; III. köt. H-K. 2002.; IV. köt. L-Ő. 2003; V. köt. P-S. 2004.; VI. köt. Sz-Zs. 2007.
- Szabolcsi Bence-Tóth Aladár: Zenei lexikon I-III. Átdolgozott új kiadás. Főszerk. dr. Bartha Dénes, szerk. Tóth Margit. Bp., Zeneműkiadó Vállalat, 1965. 3 db, 687, 726, 767 o.